# 淘寶售賣假貨事件
淘寶售賣假貨事件，或淘宝大战工商总局、淘宝叫板事件，是中国大陆购物网站淘宝网与中华人民共和国国家工商行政管理总局两者之间发生的事件。事件起源于2015年1月23日，国家工商行政管理总局对网上所销售的商品公布了抽查结果，其中淘宝网的正品率仅为37.25%。同月27日，淘宝网官方微博发布《一个80后淘宝网运营小二心声——刘红亮司长：您违规了，别吹黑哨！》一文，回应了工商总局的监测结果，称“抽检程序违规”，但是国家工商总局认为“抽检合法合规”。此事件在中国大陆的網路上引起争议。

## 背景
淘宝网是中国一家网络购物网站，于2003年5月10日成立，由阿里巴巴集团投资1亿人民币创办。截止2010年12月31日淘宝网注册会员超过3.7亿人，占中国网购市场80%的份额。阿里巴巴集团董事局主席马云曾于2014年11月20日在世界互联网大会发表演讲，称“说淘宝假货多的人，基本没在上面买过东西”。但近年来中国大陆电商平台的假货问题令人担忧。2014年7月30日，腾讯网透露，聚美优品、京东商城、1号店、国美在线、亚马逊等电商平台，存在贩卖假货的行为，供应商河北祥鹏恒业通过多个电商平台销售假冒廉价奢侈品。
另外，淘宝网还开设有“消费者保障计划”，以保证消费者在购买产品遇到问题时能够享受到售后服务保障，但这其中并未涉及到保证所售商品为真货这一规定。

## 事件经过

### 工商总局抽查
2014年8月到10月，中国国家工商行政管理总局对网上所销售的商品进行了抽查，并于2015年1月23日向民众公布了抽查结果，其中淘宝网的正品率仅为37.25%，为此次抽查的最低值。从抽查结果来看，手机、玩具、服装、化妆品、化肥，均存在假货问题。

### 调查后的回应
2015年1月27日，淘宝网官方微博发布《一个80后淘宝网运营小二心声——刘红亮司长：您违规了，别吹黑哨！》一文，回应了工商总局的监测结果，称“抽检程序违规”。1月27日晚，国家工商总局新闻发言人表示，称“抽检合法合规”。
1月28日，国家工商总局公开了2014年《关于对阿里巴巴集团进行行政指导工作情况的白皮书》，指出阿里系网络交易平台存在的五大突出问题，包括主体准入把关不严、对商品信息审查不力、销售行为管理混乱、信用评价存有缺陷、内部工作人员管控不严。白皮书中提到，淘宝网、阿里巴巴平台网店销售的商品或提供的服务存在大量侵犯他人注册商标专用权、商品质量不合格、无进口来源证明、国家明令禁止销售、传销等类型的商品信息，假烟、假酒、高仿手机、假名牌包、假证、封建迷信与赌博用品、危害公共安全的物品、管制刀具、窃听器材等大量存在。随后淘宝官方微博发表官方声明，认为刘红亮司长在监管过程中存在程序失当、情绪执法的行为，用错误的方式得到一个不客观的结论，对淘宝以及中国电子商务从业者造成了非常严重的负面影响，并决定向国家工商总局正式投诉。同日晚，国家工商总局官网将白皮书撤下。
1月29日，中华人民共和国商务部表示，要求将“继续把互联网领域专项整治推向深入，健全电子商务领域法律法规”。同日中午，国家工商总局官网删除了白皮书的内容，并表示其白皮书无任何法律效力。
1月30日，国家工商总局局长张茅会见阿里巴巴董事局主席马云，马云表示阿里巴巴将配合政府打假，加强日常线上巡查和抽检。而在美国东岸时间1月30日，美国7家律师事务所宣布调查阿里巴巴及其旗下平台售假事件，阿里巴巴可能会面临起诉的风险。

### 「香港蘇文大學」
2月2日，香港多家傳媒揭發，淘寶網上有一間「香港蘇文大學」出售畢業證書，香港教育局證實沒有這間學校註冊，事件曝光後，淘寶網將有關產品下架，並且刊登致歉信。

## 影响
受此事件影响，美国东岸时间1月28日，阿里巴巴集团股价下跌4.36%，收盘报98.45美元，市值蒸发110亿美元；由于阿里巴巴股价大跌，马云资产一夜之间缩水14亿美元，致使万达集团董事长王健林重登中国首富宝座。

## 相关评论
各方网友的观点不一，有网友表示“各打五十大板”；“是要杀杀阿里的威风了！一个经济萧条的年代加上一个不懂经济的领导，造就了马云！土财主膨胀了，工商局税务局人员被告也是活该，谁让你们过去对土财主的违法行为睁一眼闭一眼的。”也有网友表示支持工商总局：“上市成首富就任性了，工商总局提出的问题淘宝确实存在，认真整改就是了，意图引领舆论导向攻击执法部门就显得太过狂妄了”。